# Ruttet spel
Ruttet spel (engelska: Play Dirty) är en brittisk långfilm från 1968 i regi av André De Toth, med Michael Caine, Nigel Davenport, Nigel Green och Harry Andrews i rollerna.

## Handling
Kapten Douglas (Michael Caine) arbetar för BP i nordafrika under andra världskrigets ökenkrig. Hans militära rank är utdelad av rena administrativa skäl, han arbetar främst med att hantera oljeledningar och se till att den brittiska armén får den olja de behöver. Överste Masters (Nigel Green) behöver ännu en officer för att leda ett sabotageuppdrag bakom fiendens linjer och trots Douglas protester blir han utvald för det farliga uppdraget. En militär rank är en militär rank, oavsett varför den delats ut.

## Rollista
| Michael Caine   | – Capt. Douglas        |
| Nigel Davenport | – Capt. Cyril Leech    |
| Nigel Green     | – Col. Masters         |
| Harry Andrews   | – Brig. Blore          |
| Patrick Jordan  | – Maj. Alan Watkins    |
| Daniel Pilon    | – Capt. Allwood        |
| Martin Burland  | – Dead Officer         |
| George McKeenan | – Corporal at Quayside |
| Bridget Espeet  | – Ann                  |
| Bernard Archard | – Col. Homerton        |

## Produktion
Richard Harris hade ursprungligen Nigel Davenports roll, men han slutade efter fyra dagar på grund av manusförändringar och avsaknad av entusiasm för sin medspelare Michael Caine. Efter att Davenport tagit över Harris roll slutade regissören René Clément och producenten André de Toth tog över regin.